# انتخابات الرئاسة الكولومبية 1949
انتخابات الرئاسة الكولومبية 1949 هي الانتخابات الرئاسية التي جرت في 27 نوفمبر 1949، لانتخاب رئيس كولومبيا، فاز بالانتخابات لوريانو غوميز.